# Brocas Helm
Pour les articles homonymes, voir Brocas (homonymie) et Helm (homonymie).
Brocas Helm est un groupe de heavy metal américain, originaire de San Francisco, en Californie. Formé en 1982, le groupe annonce sa séparation lors de son dernier concert fait au festival Keep It True XIV le 30 avril 2011[réf. nécessaire].

## Biographie
Brocas Helm est formé en 1982 par Bobbie Wright, James Schumacher, Jack Hays et John Grey. En 1983, le groupe publie sa première démo. En 1984, elle est distribuée par First Strike aux États-Unis et Steamhammer en Europe. La même année, ils publient leur premier album, Into Battle. Après plusieurs divergences (par exemple sur la couverture de Into Battle qui a été réalisé sans consentement du groupe), Brocas Helm met un terme à ses contrats. 
Après une longue recherche fructueuse, Brocas Helm décide de fonder son propre label discographique. Après cinq ans de dur labeur en studio, ils réalisent l'album démo Black Death avec Tom Behney à la guitare. Brocas Helm ne parvient toujours pas à trouver de label qui leur conviennent à la période durant laquelle l'album Ghost Story est terminé en 1994. Ils publieront Time of the Dark (1997) et les singles Blood Machine et Skullfucker indépendamment.
En 2003, Brocas Helm rejoint le label Eat Metal Records, qui publiera l'album live Black Death in Athens en 2004, et deux autres albums réédités. Également en 2004, le groupe enregistre l'album Defender of the Crown. En 2007, le groupe célèbre sa 25e année d'existence le 1er octobre au Club 443, anciennement le Mabuhay Gardens. Leurs chansons Cry of the Banshee et Drink the Blood of the Priest sont incluses dans le jeu vidéo Brütal Legend, publié en 2009. Le groupe participera au festival Keep It True XIV le 29 avril 2011, auquel il annonce sa séparation[réf. nécessaire]. En 2012, ils participent au Ragnarökkr Metal Apocalypse. En 2015, ils participeront au festival Defenders of the Old III à New York avec Exciter.

## Discographie

### Albums studio
- 1984 : Into Battle
- 1988 : Black Death
- 2004 : Defender of the Crown

### Album live
- 2004 : Black Death in Athens